# Zwarte netelblindwants
De zwarte netelblindwants (Orthonotus rufifrons) is een wants uit de familie van de blindwantsen (Miridae). De soort werd het eerst wetenschappelijk beschreven door Carl Fredrik Fallén in 1807.

## Uiterlijk
Van de voornamelijk zwarte wants is het mannetje langwerpig van vorm en langvleugelig (macropteer). Het mannetje kan tussen de 4 en 4.5 mm lang worden, de kop, het halsschild en het scutellum zijn zwart, de voorvleugels zijn donker en soms geelbruin. De eerste twee antennesegmenten zijn zwart , de laatste twee zijn geel, net als de pootjes. Het vrouwtje is voornamelijk zwart, kortvleugelig (brachypteer) en gedrongen van vorm. Ze kan 3 tot 3.5 mm lang worden, heeft meestal een rode kop en geelachtige antennes. Van de antennes is het tweede segment aan beide kanten donkerder.

## Leefwijze
De soort kent een enkele generatie per jaar. Aan het eind van de zomer worden eitjes gelegd die na de winter uitkomen. De volwassen wantsen kunnen van begin mei tot in september gevonden worden op grote brandnetel (Urtica dioica).

## Leefgebied
In Nederland is de soort algemeen. Met uitzondering van de noordelijke provincies komt de wants overal voor in vochtige bossen op grote brandnetel. Verder komt de wants voor in Europa, het Midden-Oosten en de Kaukasus.